# Caylee Cowan
Catherine Caylee Cowan (19 de marzo de 1998) es una actriz estadounidense. Es conocida por sus papeles en Sunrise in Heaven (2019), Willy's Wonderland (2021), Spinning Gold (2022) y Frank and Penelope (2022).

## Primeros años
Cowan nació en Los Ángeles, California. Ella es de ascendencia inglesa y judía. Fue criada por una madre soltera y es la menor de tres hermanos. Después de graduarse de la escuela secundaria, Cowan comenzó a actuar en producciones teatrales. Apareció en producciones de Las tres hermanas de Anton Chekhov, El zoo de cristal de Tennessee Williams y Danny in the Deep Blue Sea de John Patrick Shanley.

## Carrera
Cowan hizo su debut cinematográfico interpretando el personaje de Jan en el drama romántico estadounidense de la década de 1950 Sunrise in Heaven, en una adaptación del libro de Jan Gilbert Hurst His Sunrise My Sunset. La película se estrenó en Netflix el 1 de abril de 2020.
En 2021, Cowan apareció en el thriller de terror independiente Incision, como Becca Landry. Ese mismo año, Cowan interpretó un papel secundario de Kathy Barnes en la comedia de acción y terror Willy's Wonderland actuando junto a Nicolas Cage en un conjunto de actores adolescentes.
En 2022, Cowan fue elegida para un papel principal en el thriller romántico independiente Frank and Penelope, como Penélope, "una mujer fatal de ojos saltones". La película, que también incluye a Kevin Dillon, Lin Shaye y Johnathon Schaech en el reparto, fue el debut como director del actor Sean Patrick Flannery. Cowan y el elenco asistieron al estreno mundial de la película en el Festival Internacional de Cine de Riviera, y a la proyección en el Festival de Cannes.
En 2023, Cowan apareció en un papel secundario como Farrah Lee en el drama musical biográfico Spinning Gold, y en un papel secundario como Felicity en el thriller de ciencia ficción Divinity, dirigido por Eddie Alcazar y producido por Steven Soderbergh que se estrenó la noche inaugural del Festival de Cine de Terror Screamfest y estuvo en competencia en el Festival de Cine de Sundance. Es coproductora ejecutiva del thriller de acción de Robert Rodríguez, Hypnotic, que se proyectó en el festival de cine South by Southwest.
Cowan fue elegida como Christian Christmas en la película Holiday Twist, dirigida por Stephanie Garvin, que se espera que se estrene en diciembre de 2023.

## Vida personal
Caylee ha estado saliendo con el actor Casey Affleck desde enero de 2021.

## Filmografía

### Películas
| Año  | Título                      | Papel               | Notas                    |
| ---- | --------------------------- | ------------------- | ------------------------ |
| 2018 | Pleasures of a Modern Woman | Chica modelo        | Cortometraje             |
| 2019 | The Peace Between           | -                   | Cortometraje, productora |
| 2019 | Sunrise in Heaven           | Jan Hurst           |                          |
| 2020 | Incision                    | Becca Landry        |                          |
| 2021 | Willy's Wonderland          | Kathy Barnes        |                          |
| 2021 | Bad Detectives              | Holly Martins       |                          |
| 2022 | Geo                         | Gemma               |                          |
| 2022 | Frank and Penelope          | Penelope            |                          |
| 2023 | Spinning Gold               | Farrah Lee          |                          |
| 2023 | Divinity                    | Felicity            |                          |
| 2023 | Hypnotic                    | -                   | Coproductora ejecutiva   |
| 2023 | Fast Charlie                | -                   | Productora ejecutiva     |
| 2023 | Holiday Twist               | Christina Christmas |                          |
| TBA  | What Remains of Us †        | Willow              | Posproducción            |
| TBA  | Stay at Home †              | Sydney              | Posproducción            |
| TBA  | The Instigators †           | TBA                 | Posproducción            |
| TBA  | Double Exposure †           | Sara                | En rodaje                |

### Televisión
| Year | Title                  | Role           | Notes                                  |
| ---- | ---------------------- | -------------- | -------------------------------------- |
| 2019 | Lethal Weapon          | Camarera       | Episodio: "The Spy Who Loved Me"       |
| 2020 | Buried in the Backyard | Jessica Thomas | Episodio: "Girl in the Grave"          |
| 2023 | Stay Out               | Christiane     | Película de televisión original de BET |